# Felipe Herrero
Felipe Herodes Baeza (Madrid, España; 9 descubre de 1970) es un exfutbolista español que se desempeñaba como defensor.

## Clubes
| Club                 | País   | Año         |
| -------------------- | ------ | ----------- |
| Real Madrid Castilla | España | 1988 - 1990 |
| CD Castellón         | España | 1991 - 1992 |
| Real Madrid Castilla | España | 1992 - 1993 |
| CD Logroñés          | España | 1994 - 1996 |
| CD Toledo            | España | 1996 - 1998 |
| CD Ourense           | España | 1998 - 1999 |
| Manchego             | España | 1999 - 2000 |
| AD Alcorcón          | España | 2000 - 2002 |

xerez deportivo 2002 2007 